# アレクサンダル・カタイ
アレクサンダル・カタイ（セルビア語: Александар Катаи、セルビア・クロアチア語: Aleksandar Katai、1991年2月6日 - ）は、セルビアのサッカー選手。ポジションはミッドフィールダー、フォワード。

## クラブ経歴

### ヴォイヴォディナ
カタイはFKヴォイヴォディナ・ノヴィ・サドの下部組織でサッカーを始めた。2009年初めにセカンドチームに昇格したのと同時にFKパリッチに6ヶ月レンタル移籍。レンタル移籍復帰後トップチームに昇格、2010年3月14日のFKチュカリチュキ戦でドゥシャン・タディッチと交代して出場しセルビア・スーペルリーガ初出場。7日後に行われたFKムラディ・ラドニク戦で初得点。2011年6月28日にギリシャ・スーパーリーグのオリンピアコスFCへ旅立った。

### オリンピアコス
2011年6月24日、4年契約でオリンピアコスと契約。しかし、クラブでの初めてのトレーニングで監督のエルネスト・バルベルデから、守備に難があり選手として改善する必要があると言われた。結局オリンピアコスでは1試合も出る事なく退団となったが、その代わりに4回のレンタル移籍を経験した。1回目はOFIクレタで2011年11月5日のパニオニオスFC戦で初出場。しかしここでも上手く行かず、次は古巣のヴォイヴォディナにレンタルされる事となった。2012年に行われたFKスパルタク・スボティツァ戦の後に体調を崩し病院に行った所、血小板減少症と診断された。このため、血を一部抜き取るために2週間の入院を余儀なくされた。リハビリ中に10kg近く太ったために結局年末までサッカーに復帰する事は出来なかった。ヴォイヴォディナの会長であったラトコ・ブトロヴィッチが2013年6月8日に死去するまで彼はレンタル加入選手として在籍したが、ブトロヴィッチ死後の混乱の中で彼は退団する事となった。その後FCプラタニアスにレンタル移籍で出され、8ゴール6アシストの成績を残し、2014年夏まで在籍した。

### レッドスター・ベオグラード
2014年8月31日、夏の移籍市場が閉まる寸前にレッドスター・ベオグラードへの1年のレンタル移籍が決まった。加入直後の秋には不調も伝えられ、監督のネナド・ララトヴィッチも「彼の頭の中に問題がある」と述べた。
2015年6月18日、カタイはオリンピアコスとの契約を抹消、レンタル移籍時のレッドスター・ベオグラードの30万ユーロの彼への未払いは免除され、レッドスター・ベオグラードと2年契約を締結。2015-16シーズンにはミオドラグ・ボージョヴィッチが新監督に就任、UEFAヨーロッパリーグ 2015-16 予選のFCカイラト戦で活躍したが、チームは予選で敗退した。10月末までに15試合で10得点6アシストの活躍をし、ヨーロッパでも指折りのミッドフィールダーと見做された。その後も好調は続き、最終節のFKラドニチュキ・ニシュ戦で21得点目をあげ得点王に輝き、またクラブを27回目の優勝へと導いた。
2016-17シーズンの初陣となったUEFAチャンピオンズリーグ 2016-17 予選のバレッタFC戦でシーズン初得点。予選第3ラウンドのPFCルドゴレツ・ラズグラド戦で3人抜きからの得点を決めて2-2の引分に持ち込んだが、もう一戦で敗北しここで敗退となった。

### デポルティーボ・アラベス
2016年8月31日に3年契約でリーガ・エスパニョーラのデポルティーボ・アラベスに移籍、移籍金は明らかになっていない。

### シカゴ・ファイアー
2018年2月6日、MLSのシカゴ・ファイアーにレンタル移籍した。
2018年7月11日、シカゴ・ファイアーに完全移籍したことが発表された。契約期間は2019年12月まで。

### ロサンゼルス・ギャラクシー
2019年12月31日、TAM（分配金制度）を用いてロサンゼルス・ギャラクシーに移籍した。

## 代表歴
セルビアU-21代表として2試合に出場した。
2015年10月5日にA代表初招集、同年11月13日のチェコ代表との親善試合で初出場。

## 個人成績

### クラブ
2020年3月8日現在
| 2009-10  | パリッチ         |          | スルプスカ | 10       | 3        | -            | -            | 10       | 3        |
| 2009-10  | ヴォイヴォディナ | 27       | スーペル   | 6        | 3        | -            | -            | 6        | 3        |
| 2010-11  | ヴォイヴォディナ | 27       | スーペル   | 23       | 3        | 4            | 1            | 27       | 4        |
| ギリシャ | ギリシャ         | ギリシャ | ギリシャ   | リーグ戦 | リーグ戦 | エラーダス杯 | エラーダス杯 | 期間通算 | 期間通算 |
| 2011-12  | オリンピアコス   | 27       | スーパー   | 0        | 0        | -            | -            | 0        | 0        |
| 2011-12  | OFIクレタ        | 2        | スーパー   | 0        | 0        | 0            | 2            | 0        |          |
| セルビア | セルビア         | セルビア | セルビア   | リーグ戦 | リーグ戦 | オープン杯   | オープン杯   | 期間通算 | 期間通算 |
| 2011-12  | ヴォイヴォディナ | 69       | スーペル   | 11       | 1        | 2            | 0            | 13       | 1        |
| 2012-13  | ヴォイヴォディナ | 33       | スーペル   | 20       | 5        | 5            | 0            | 25       | 5        |
| ギリシャ | ギリシャ         | ギリシャ | ギリシャ   | リーグ戦 | リーグ戦 | エラーダス杯 | エラーダス杯 | 期間通算 | 期間通算 |
| 2013-14  | プラタニアス     | 11       | スーパー   | 24       | 8        | 2            | 0            | 26       | 8        |
| セルビア | セルビア         | セルビア | セルビア   | リーグ戦 | リーグ戦 | オープン杯   | オープン杯   | 期間通算 | 期間通算 |
| 2014-15  | レッドスター     | 27       | スーペル   | 20       | 2        | 2            | 0            | 22       | 2        |
| 2015-16  | レッドスター     | 10       | スーペル   | 33       | 21       | 1            | 2            | 34       | 23       |
| 2016-17  | レッドスター     | 10       | スーペル   | 4        | 2        | -            | -            | 4        | 2        |
| スペイン | スペイン         | スペイン | スペイン   | リーグ戦 | リーグ戦 | オープン杯   | オープン杯   | 期間通算 | 期間通算 |
| 2016-17  | アラベス         | 25       | プリメーラ | 20       | 3        | 6            | 0            | 26       | 3        |
| 2017-18  | アラベス         | 8        | プリメーラ | 3        | 0        | 1            | 0            | 4        | 0        |
| アメリカ | アメリカ         | アメリカ | アメリカ   | リーグ戦 | リーグ戦 | USオープン杯 | USオープン杯 | 期間通算 | 期間通算 |
| 2018     | シカゴ           | 10       | MLS        | 33       | 12       | 4            | 1            | 37       | 13       |
| 2019     | シカゴ           | 10       | MLS        | 29       | 6        | 0            | 0            | 29       | 6        |
| 2020     | ロサンゼルス     | 7        | MLS        | 2        | 0        | 0            | 0            | 2        | 0        |
| 通算     | セルビア         | セルビア | スーペル   | 117      | 37       | 14           | 3            | 131      | 40       |
| 通算     | セルビア         | セルビア | スルプスカ | 10       | 3        | -            | -            | 10       | 3        |
| 通算     | ギリシャ         | ギリシャ | スーパー   | 26       | 8        | 2            | 0            | 28       | 8        |
| 通算     | スペイン         | スペイン | プリメーラ | 23       | 3        | 7            | 0            | 30       | 3        |
| 通算     | アメリカ         | アメリカ | MLS        | 64       | 18       | 4            | 0            | 68       | 18       |
| 総通算   | 総通算           | 総通算   | 総通算     | 240      | 69       | 27           | 4            | 267      | 73       |

| 国際大会個人成績 | 国際大会個人成績 | 国際大会個人成績 | 国際大会個人成績 | 国際大会個人成績 | 国際大会個人成績 | 国際大会個人成績 |
| 年度             | クラブ           | 背番号           | 出場             | 得点             | 出場             | 得点             |
| UEFA             | UEFA             | UEFA             | UEFA EL          | UEFA EL          | CL予選           | CL予選           |
| ---------------- | ---------------- | ---------------- | ---------------- | ---------------- | ---------------- | ---------------- |
| 2015-16          | レッドスター     | 27               | 2                | 0                | -                | -                |
| 2016-17          | レッドスター     | 10               | 2                | 1                | 4                | 3                |
| 計               | 計               | 計               | 4                | 1                | 4                | 3                |

### 試合数
2019年9月11日現在
国際Aマッチ 9試合 0得点（2015年-）
| セルビア代表 | 国際Aマッチ | 国際Aマッチ |
| 年           | 出場        | 得点        |
| ------------ | ----------- | ----------- |
| 2015         | 1           | 0           |
| 2016         | 5           | 0           |
| 2017         | 0           | 0           |
| 2018         | 0           | 0           |
| 2019         | 3           | 0           |
| 通算         | 9           | 0           |

## 個人
祖父はウクライナ系で祖母はハンガリー系である。彼の名字は祖母の名字から取られているのでハンガリー風の名字となっている。

## タイトル

### クラブ
レッドスター・ベオグラード
- セルビア・スーペルリーガ: 2015-16

### 個人
- セルビア・スーペルリーガ得点王: 2015-16
- セルビア・スーペルリーガベストイレブン: 2015-16